# 구리바야시 데루오
구리바야시 데루오(1948년-)는 일본의 신학자이다. 가시관의 신학을 통해 부라쿠민 차별문제에 대한 신학적인 해석을 하였다.

## 경력
1948년 도쿄 아사쿠사에서 부라쿠민 계급의 아들로 태어났다. 할아버지는 닭싸움으로 도박판을 여는 흥행사, 부친은 향구사(香具士), 모친은 사당패에서 춤춘 예능인이었으니 그의 집안은 한국의 백정이나 기녀처럼 신분때문에 사회에서 차별과 멸시를 받던 민중집안으로 이해할 수 있다. 그의 고향인 아사쿠사도 에도 막부시대이래 차별받는 하층민 마을이었다.1972년 도쿄 국제 기독교대학교 철학과를 수료했으며, 도쿄 신학교에 진학하여 1975년까지 신학공부를 했다. 미국 유니온 신학교 시절 사회주의를 포괄하는 사회정치신학에 매료되었으며, 흑인신학, 해방신학, 민중신학의 영향을 받았다. 1978년부터 조직신학 박사과정(Ph.D)를 공부했으며, 1980년 스위스 제네바 에큐메니컬 연구원에서 다양한 제3세계 신학들을 접했다. 1984년 일본 시코쿠학원 대학교의 조직신학 교수로 부임했으며, 3년 뒤 모교 유니온 신학교에서 논문 '가시관 신학에 대하여'(Toward a Theology of Crown of Thorns)로 철학박사학위를 취득했다. 1991년 일본 신교출판사(新敎出板社)에서 자신의 논문을 발전시킨 《가시관의 신학:고난받는 그리스도》를 출판하여 일본 신학계에 충격을 주었다. 1993년 니시노미야 간사이학원대학교로 학교를 옮겨, 법학부에서 서양사상사와 철학을 가르치고 있다. 한국에는 민중신학과 아시아 사상 세미나를 위해 두 차례 방문했다. 가족으로는 독일 루터교회 목사의 딸인 사비네 여사가 있다.

## 신학

### 일본교회에 대한 신학적인 비판
데루오는 "교회는 차별받는 사람들에게 관심을 갖고 있는 성서의 하느님을 본받아 차별없는 세상을 만듦으로써 사회적 정의의 실천에 나서야 한다."고 했다. 이는 영혼구원이 중요하다면서,복음에 어긋나는 사회문제에 맞서는 일에 무관심하던 당시 일본교회에 대한 비판이다.

### 가시관 신학
데루오는 자신의 신학을 가시관 신학이라고 불렀다. 가시관은 예수가 성 금요일에 로마제국의 군인들에게 받은 고통을 밑바닥 인생들인 자신들의 고난으로 이해한 부라쿠민출신 기독교인들의 신학에 근거한 단어인데, 데루오도 이러한 뜻에서 자신의 신학을 가시관 신학으로 불렀다.
데루오는 자신의 가시관신학을 통해 일본사회의 차별문제를 신학적으로 해석하였는데,그의 신학을 요약하면 다음과 같다.
- 예수께서는 해방자이자 차별사회의 정화자이다.
- 하느님은 무수한 고난받는 사람들과 함께 고통을 받는 분이다.
- 마지막 날에 기독교인은 피차별민과 함께 하는 예수를 발견하여, 그분과 함께 고난받았는가의 여부로 심판이 결정된다.
- 하느님은 역사의 아래층에 있는 밑바닥 인생들에게 내려오시어 해방시키시는 해방의 하느님이시다.(출애굽의 하느님)
- 그리스도 교회는 차별받는 사람들의 공동체에서 집전되는 성사(성례전)에 근거한 해방영성의 교회이다.